# Asiactenius afghanus
Asiactenius afghanus är en skalbaggsart som beskrevs av Nikolajev 2000. Asiactenius afghanus ingår i släktet Asiactenius och familjen Melolonthidae. Inga underarter finns listade.